# پیشین، پاکستان
پیشین (به انگلیسی: Pishin) یک شهرک در پاکستان است که در ناحیه پیشین واقع شده‌است. پیشین ۱٬۵۵۵ متر بالاتر از سطح دریا واقع شده‌است.